# HD 743
HD 743，又名BD+47 21，SAO 36148、HR 36，是一颗恒星，视星等为6.16，位于銀經116.16，銀緯-14.2，其B1900.0坐标为赤經0h 6m 45.1s，赤緯+47° -14.2′ 45″。